# 島津忠喬
島津 忠喬（しまづ ただたか、寛政11年（1799年） - 文久元年10月12日（1861年11月14日））は、江戸時代後期の薩摩藩士。

## 経歴
今和泉島津家第9代当主。父は島津重豪の子で「近秘野艸」（『鹿児島県史料』「伊地知季安著作史料集六」所収）で重豪の仮養子にして従兄弟の島津久徴の子。（重年仮養子にして知覧島津家島津久峰の嫡孫）の島津忠厚。兄に加治木島津家当主久徳、弟に民之進（寛政13年没早世）。子に万千代（天保5年11月10日11歳で没）、卿静（万吉、安政4年11月10日26歳で没）。文政8年（1825年）、父の隠居により家督を相続。花岡島津家の島津久賢の養子になっていた島津忠剛を養子にし、のちに家督を継がせている。戒名は誠恭院殿芩翁儀道大居士。